# 정모레
홍가연은 대한민국의 배우이다.

## 연기활동

### 드라마
| 연도 | 방송사 | 제목                   | 역할      | 비고     |
| ---- | ------ | ---------------------- | --------- | -------- |
| 2005 | KBS2   | 러브홀릭               | 윤종      |          |
| 2010 | MBC    | 볼수록 애교만점        | 세라      |          |
| 2010 | MBC    | 동이                   | 정성왕후  | 특별출연 |
| 2010 | KBS2   | 드라마 스페셜 - 돌멩이 | 젊은 명자 |          |
| 2011 | SBS    | 신기생뎐               | 갑을      |          |

### 방송
- 2010년 MBC 《뜨거운 형제들》 아바타 소개팅-내 주인을 소개합니다 (6월 20일 방영분).
- 2010년 MBC 《무한도전》 시크릿 바캉스 (7월 24일 방영분).

### 영화
- 2014년 《상사화》 장은주 역

## 광고
- KTF CF , KFC CF
- 삼성전자 CF
- SKY CF
- 네이트 CF
- 끌레도르 CF
- 롯데리아 '김치버거' CF